# Tamopsis harveyi
Tamopsis harveyi là một loài nhện trong họ Hersiliidae. T. harveyi được miêu tả năm 1993 bởi Martin Baehr & Barbara Baehr.